# Eritreische Handelsbank

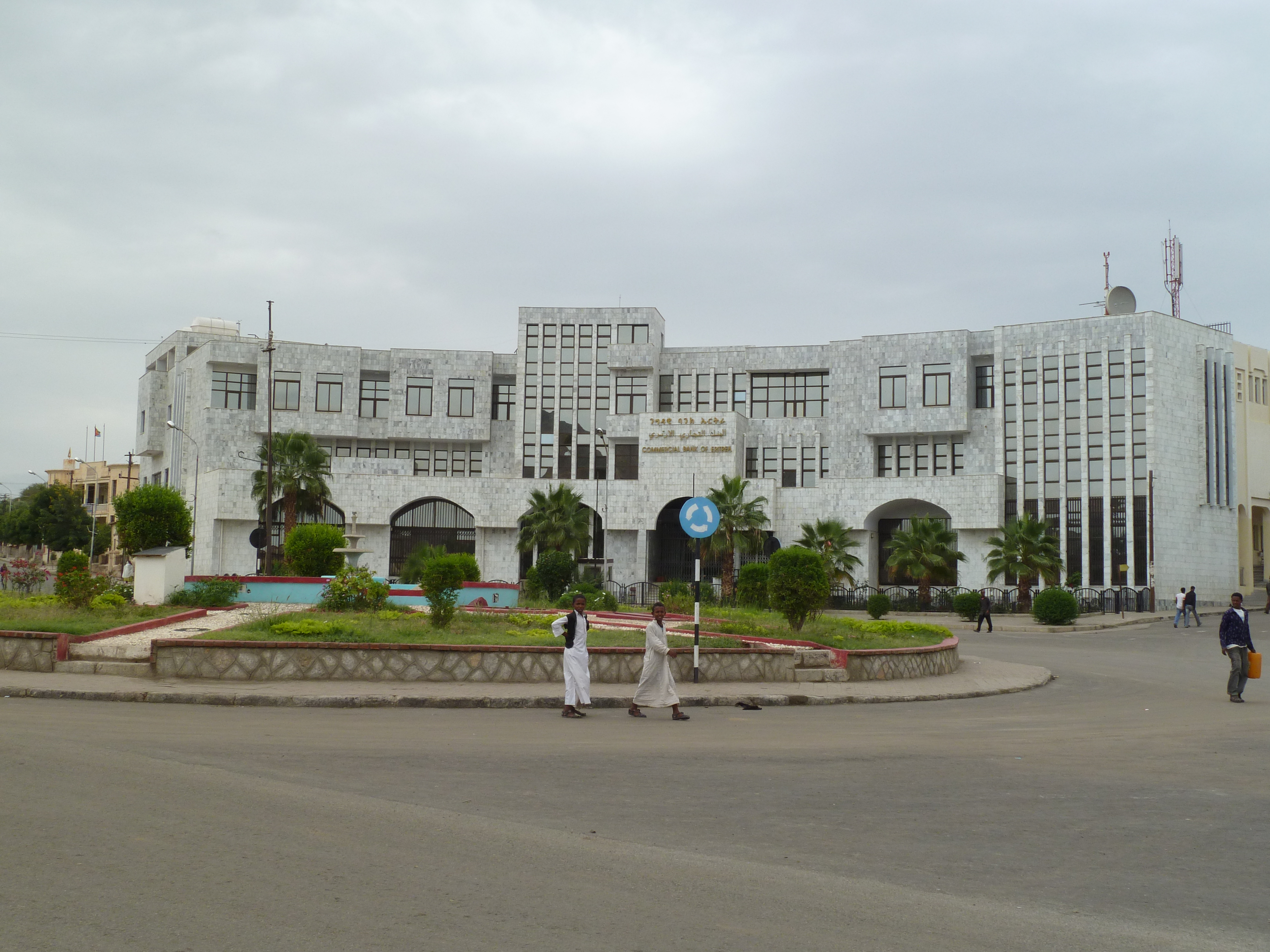
Eritreische Handelsbank in Asmara

Die Eritreische Handelsbank ist eine Universalbank mit Sitz in Asmara und die einzige solche Institution in Eritrea.
Es ist eine regierungseigene Bank mit 17 Zweigniederlassungen im gesamten Land. Die Bank hat finanzielle Vereinbarungen mit der Citibank und der Deutschen Bank für den internationalen Geldtransfer getroffen. 

## Geschichte
Als die ehemalige Provinz Eritrea ihre Unabhängigkeit von Äthiopien im Jahre 1993 erhielt, übernahm es die eritreischen Geschäftsstellen der Äthiopischen Handelsbank. 
Sie wurde formell im Jahre 1994 als Eritreische Handelsbank gegründet und offiziell als Institution verbrieft.